# Polyptyque de San Quirico d'Orcia
Le  polyptyque de San Quirico d'Orcia est un retable polyptyque peint  par Sano di Pietro dans les années 1400 et exposé dans l'église de la collégiale des saints Quirico (Cyr de Tarse) et Giulitta (Juliette sa mère) à San Quirico d'Orcia, près de Sienne.

## Histoire
Peint  pour la collegiata di San Quirico e Giulitta, l'ensemble du polyptyque est complet avec sa prédelle dans son emplacement d'origine à San Quirico d'Orcia.

## Iconographie
La Vierge à l'Enfant trônant est entourée de saintes figures : anges, Jésus dans des épisodes de sa Passion, saints-patrons locaux ou populaires, commanditaires en petites figures, le tout rassemblé en un ensemble comportant un décor architectonique de bois doré ici.
Le saint patron de la ville est présent, ainsi que les couleurs des armoiries rouge et or.

## Description
L'encadrement architectonique ne comprend que deux pilastres sur les bords gauche et droit, un panneau central et un haut cintré le tout entouré de corniches dorées.
Registre principalVierge à l'Enfant, entourée des saints Jean-Baptiste, Cyr de Tarse, à gauche ; Fortunato et Jean évangéliste, à droite ; présence de deux petites figures en orant avec auréole.
Registre supérieur cintréRésurrection du Christ et Descente du Christ dans  les limbes.
Prédelle des Scènes de la Vie de la ViergeNaissance, Présentation au Temple, Mariage avec Joseph, Assomption et Couronnement par Jésus.

## Analyse
La continuité spatiale des panneaux du registre principal utilise une perspective géométrique se prolongeant dans les emplacements des saints latéraux (sol carrelé, trône fuyant, personnages de la même taille...) ; seuls les deux petites figures en orant au pied de la Vierge sont en perspective inversée.